# Listes de vides intergalactiques

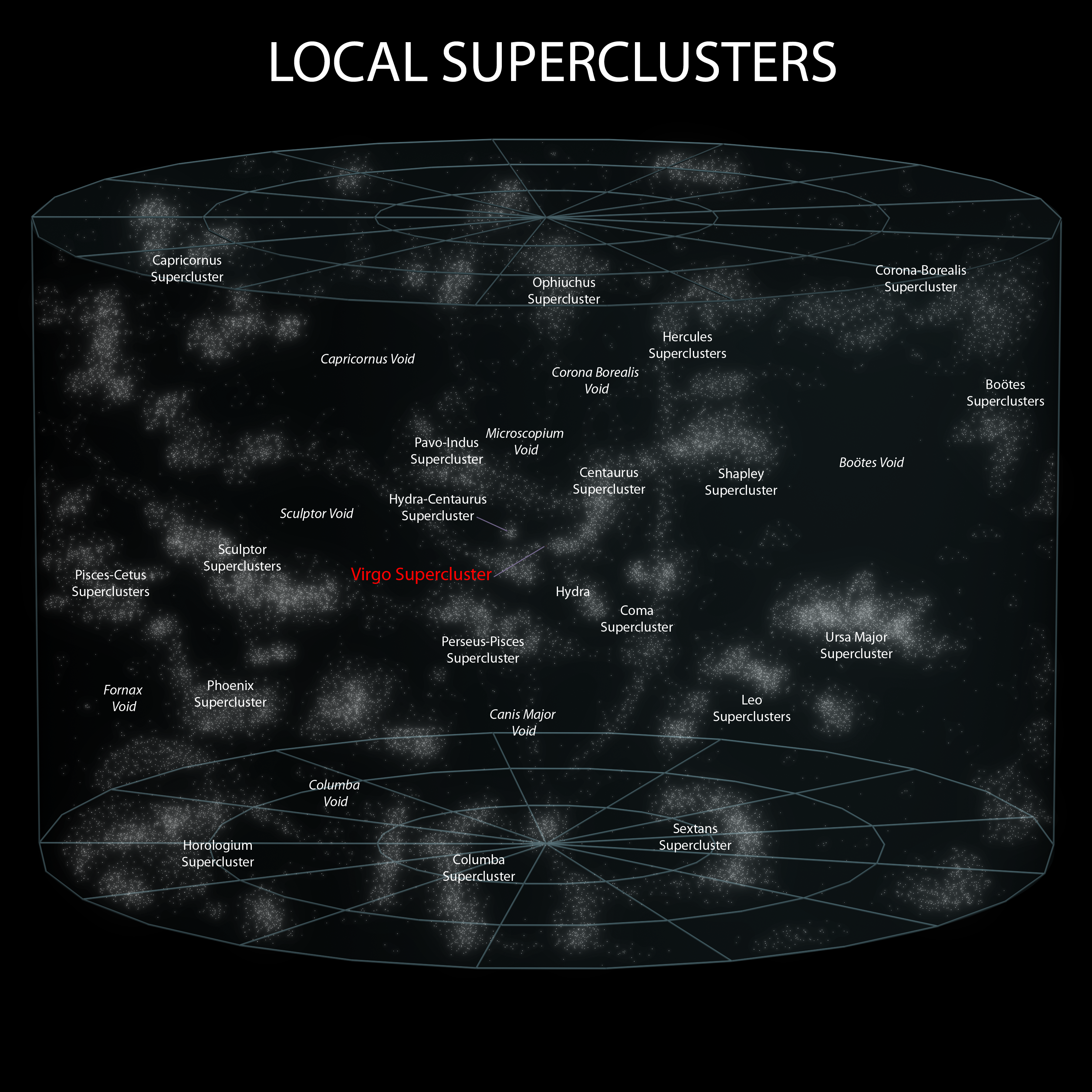
Carte de superamas de galaxies (Supercluster) et de vides (Void) situés dans un rayon de quelques centaines de millions d'années-lumière autour du superamas de la Vierge (Virgo Supercluster).

Voici plusieurs listes de vides et de supervides astronomiques, des régions situées entre les filaments galactiques et contenant très peu de matière visible. Les vides sont listés en fonction de la nature du vide, de la constellation ou du relevé astronomique concerné.
Les listes sont triées en fonction du nom, des coordonnées du centre du vide, de la distance du centre, des dimensions et d'autres données. Les unités utilisées sont le décalage vers le rouge cosmologique (z), la vitesse de la lumière (c), le paramètre de Hubble (h) et le mégaparsec (Mpc).

## Par nom
| nom                          | coordonnées ,(du centre) | distance ,(du centre) | dimensions             | données | notes |
| ---------------------------- | ------------------------ | --------------------- | ---------------------- | ------- | --- |
| Vide local                   | 18h 38m +18°             | cz=2 500 km/s         | diamètre = 60 Mpc      |         | [ 1 ] |
| supervide local du nord (en) |                          | 61 Mpc                | diamètre = 104 Mpc     |         | Les Superamas de la Vierge, Superamas de la Chevelure de Bérénice, Superamas de Persée-Poissons, vide superamas de la Grande-Ourse-Lynx (en), Superamas de l'Hydre-Centaure, superamas du Sculpteur (en), superamas du Pan-Couronne australe (en) délimitent une frontière entre le supervide local du nord et le supervide local du sud. Le superamas d'Hercule sépare le supervide local du nord du vide du Bouvier. Le superamas de Persée-Poissons et le vide superamas de Pégase (en) séparent le vide local du nord et vide vide local du sud (en) du vide de Pégase (en). |
| supervide local du sud (en)  |                          | 96 Mpc                | diamètre = 112 Mpc     |         | Les Superamas de la Vierge, Superamas de la Chevelure de Bérénice, Superamas de Persée-Poissons, vide superamas de la Grande-Ourse-Lynx (en), Superamas de l'Hydre-Centaure, superamas du Sculpteur (en), superamas du Pan-Couronne australe (en) délimitent une frontière entre le supervide local du nord et le supervide local du sud Le superamas de Persée-Poissons et le superamas de Pégase (en) séparent le vide local du nord et vide vide local du sud (en) du vide de Pégase (en).                                                                                    |
| vide géant (en)              | 13h 01m +38.7°           | z=0,116               | diamètre = 300-400 Mpc |         | Également connu sous les noms « vide géant de NGH » (Northern Galactic Hemisphere) et « AR-Lp 36 ». Découvert en 1988. C'est le plus grand vide de l'hémisphère nord galactique pour z<0,14. |
| Vide KBC                     |                          |                       | diamètre = 600 MPc     |         | Vide contenant la Voie lactée et le Groupe local,. |
| ,.                           |                          |                       |                        |         | |

## Par constellation
| nom                              | coordonnées (du centre)  | distance (du centre)                    | dimensions            | données                                                                      | notes |
| -------------------------------- | ------------------------ | --------------------------------------- | --------------------- | ---------------------------------------------------------------------------- | --- |
| Vide du Bouvier                  | 14h 20m 26°              | 150 Mpc                                 | diamètre = 100 Mpc    |                                                                              | Le superamas d'Hercule sépare le vide local du nord (en) du vide du Bouvier,. |
| vide des Chiens de chasse (en)   |                          |                                         |                       |                                                                              | |
| vide de la Colombe (en)          |                          |                                         |                       |                                                                              | |
| vide de la Chevelure (en)        |                          |                                         |                       |                                                                              | Découvert en 1975, en même temps que le superamas de la Chevelure de Bérénice, il est situé devant l'amas de la Chevelure de Bérénice. C'est le premier vide découvert. Il est situé à environ le tiers de la distance du vide du Bouvier, beaucoup plus grand. |
| vide de la Couronne boréale (en) |                          |                                         |                       |                                                                              | |
| vide de l'Éridan                 |                          |                                         |                       |                                                                              | Ce vide est séparé du vide du Sculpteur par un filament galactique. |
| Point froid                      | 03h 15m 05s −19° 35′ 02″ | z=1                                     | diamètre = 150 Mpc    |                                                                              | Serait le « supervide de l'Éridan », découvert le 24 août 2007 par le National Radio Astronomy Observatory lors d'un relevé réalisé par le Very Large Array. Ce vide est beaucoup plus grand que les autres listés ici (à l'exception du vide Géant (en)), ayant un diamètre d'environ 300 h-1 Mpc et situé à une distance d'environ 1 800–3 000 h-1 Mpc. Il serait associé au point froid du fond diffus cosmologique. Ce vide est cependant remis en doute par certains chercheurs. |
| vide du sud de l'Éridan (en)     |                          |                                         |                       |                                                                              | [ 12 ] |
| vide du Fourneau (en)            |                          |                                         |                       |                                                                              | |
| vide de Hercule (en)             | 15.5h +30°               | cz=7 000 km/s                           | diamètre = 3 100 km/s |                                                                              | Découvert en 1979, |
| vide de l'Hydre (en)             |                          |                                         |                       |                                                                              | Situé au-delà du superamas de l'Hydre-Centaure. |
| vide du Lion (en)                | 11h 30m 0°               | cz=4 000 km/s                           |                       |                                                                              | . |
| vide du Microscope (en)          |                          |                                         |                       |                                                                              | Trou dans la distribution des galaxies séparant les vides du Sculpteur et du Microscope. |
| vide d'Ophiucus (en)             | près de 17h -25°         | moins de 5 000 km/s (limite supérieure) |                       | Densité correspondant à environ 25 % de la densité « moyenne » de l'Univers. | L'extrémité la plus lointaine de ce vide est délimitée par le superamas d'Ophiucus (en). |
| vide de Pégase (en)              | 22h +15°                 | cz=5 500 km/s                           | diamètre = 40 Mpc     |                                                                              | . Il est séparé des vides locaux du nord et du sud par les superamas de Persée-Poissons et de Pégase (en). |
| vide de Persée-Poissons (en)     | 1h +10°                  | cz=8 000 km/s                           | diamètre = 3 000 km/s |                                                                              | Également connu sous le nom de « vide de Persée », il a été découvert en 1980. |
| vide du Sagittaire (en)          |                          |                                         |                       |                                                                              | |
| vide du Sculpteur (en)           | 23h 48m -24° 39′         |                                         | diamètre = 34,8 Mpc/h |                                                                              | Correspond aux vides SRSS1-3 et SRSS2-5. Séparé du vide de l'Éridan par un filament galactique. |
| vide du Taureau (en)             |                          |                                         |                       |                                                                              | Le vide du Taureau est l'un des plus faciles à identifier et se situe près du superamas de Persée-Poissons. On y retrouve plusieurs galaxies telles UGC 2627 et UGC 2629, situées à environ 185 millions d'années-lumière. |
| ,                                |                          |                                         |                       |                                                                              | |

## Autres
| nom                              | position          | coordonnées (du centre) | distance (du centre) | diamètre | dimensions                                                           | notes |
| -------------------------------- | ----------------- | ----------------------- | -------------------- | -------- | -------------------------------------------------------------------- | ----- |
| vide de Bahcall & Soneiro (1982) | - z = 0,03 — 0,08 |                         |                      |          | - 150 h−1 Mpc de profond - 300 h−1 Mpc de large - 60 h−1 Mpc de haut | .     |

## Par relevé astronomique

### Liste de Tully
D'après les travaux de Tully (1985).
| #  | coordonnées (du centre) | distance (du centre) (h−1 Mpc) | diamètre (h−1 Mpc) | notes           |
| -- | ----------------------- | ------------------------------ | ------------------ | --------------- |
| 1  | 17.0h 80°               | 90                             | 140                |                 |
| 2  | 21.0h -7°               | 100                            | 136                |                 |
| 3  | 8.6h +13°               | 150                            | 150                |                 |
| 4  | 21.5h +5°               | 170                            | 173                |                 |
| 5  | 14.3h +52°              | 180                            | 158                | Vide du Bouvier |
| 6  | 23.0h -16°              | 190                            | 171                |                 |
| 7  | 12.8h +14°              | 190                            | 174                |                 |
| 8  | 10.0h +35°              | 250                            | 170                |                 |
| 9  | 2.6h -11°               | 280                            | 229                |                 |
| 10 | 8.7h +58°               | 310                            | 243                |                 |
| 11 | 16.8h +5°               | 310                            | 270                |                 |

### Liste dérivée de B&B Abell
En 1985, 29 vides sont recensés dans une sphère de z<0,1 entourant la Terre lors d'une étude des amas d'Abell.
| #  | coordonnées of the centre | Distance to the centre (h−1 Mpc) | diamètre (h−1 Mpc) | notes           |
| -- | ------------------------- | -------------------------------- | ------------------ | --------------- |
| 1  | 0.0h +20°                 | 293                              | 100                |                 |
| 2  | 0.3h 0°                   | 276                              | 100                |                 |
| 3  | 0.7h +10°                 | 284                              | 100                |                 |
| 4  | 2.0h -13°                 | 275                              | 150                |                 |
| 5  | 8.0h +60°                 | 300                              | 100                |                 |
| 6  | 9.0h +18°                 | 220                              | 100                |                 |
| 7  | 9.0h +67°                 | 180                              | 120                |                 |
| 8  | 9.2h +26°                 | 137                              | 140                |                 |
| 9  | 9.5h +45°                 | 262                              | 200                |                 |
| 10 | 9.8h 0°                   | 285                              | 110                |                 |
| 11 | 9.8h +35°                 | 219                              | 110                |                 |
| 12 | 10.8h -10°                | 293                              | 120                |                 |
| 13 | 12.0h +14°                | 206                              | 110                |                 |
| 14 | 12.3h 0°                  | 276                              | 100                |                 |
| 15 | 12.4h -12°                | 272                              | 150                |                 |
| 16 | 12.5h +32°                | 237                              | 100                |                 |
| 17 | 12.9h +64°                | 105                              | 110                |                 |
| 18 | 13.6h +35°                | 154                              | 200                | Vide du Bouvier |
| 19 | 13.8h +20°                | 297                              | 110                |                 |
| 20 | 14.2h -4°                 | 265                              | 210                |                 |
| 21 | 14.7h +70°                | 283                              | 160                |                 |
| 22 | 15.2h +42°                | 286                              | 140                |                 |
| 23 | 16.0h +7°                 | 295                              | 110                |                 |
| 24 | 16.4h +41°                | 291                              | 130                |                 |
| 25 | 16.5h +59°                | 110                              | 100                |                 |
| 26 | 17.2h +58°                | 237                              | 100                |                 |
| 27 | 22.2h -2°                 | 155                              | 130                |                 |
| 28 | 22.5h 5°                  | 284                              | 160                |                 |
| 29 | 23.5h -7°                 | 203                              | 120                |                 |

### Liste SSRS1
A redshift survey of galaxies in the southern sky in 1988, out to a distance of 120 Mpc/h, revealed some voids.
| # | coordonnées of the centre | Distance to the centre (V) | dimensions W x H x D (h−1 Mpc) | Constellation         | notes                                                                  |
| - | ------------------------- | -------------------------- | ------------------------------ | --------------------- | ---------------------------------------------------------------------- |
| 1 | 1.5h -50°                 | 3 000 km/s                 | 30 x 30 x 40                   | Phoenix/Eridanus      | Located just behind the galaxy concentration in Eridanus-Fornax-Dorado |
| 2 | 21h -25°                  | 5 000 km/s                 | 30 x 30 x 30                   | Capricorne/Microscope |                                                                        |
| 3 | 23.5h -35°                | 6 000 km/s                 | 70 x 30 x 50                   | Sculpteur/Grus        |                                                                        |
| 4 | 4h -40°                   | 9 000 km/s                 | 50 x 100 x 50                  | Horologium/Eridanus   |                                                                        |

### Liste SSRS2
En 1994, un relevé astronomique du ciel de l'hémisphère sud permet d'identifier 18 vides, dont 11 majeurs.
| #  | coordonnées (du centre) | distance (du centre) (r) | diamètre (h−1 Mpc) | constellation              | notes                                   |
| -- | ----------------------- | ------------------------ | ------------------ | -------------------------- | --------------------------------------- |
| 1  | 1h 33m -16° 45′         | 85,7                     | 54,3               | Baleine                    | majeur                                  |
| 2  | 3h 34m -28° 50′         | 99,7                     | 56,2               | Fourneau                   | majeur (SRSS1-4)                        |
| 3  | 22h 25m -14° 46′        | 107,2                    | 60,8               | Verseau                    | majeur                                  |
| 4  | 21h 43m -14° 40′        | 66,7                     | 35,6               | Capricorne                 | majeur                                  |
| 5  | 23h 48m -24° 39′        | 53,0                     | 34,8               | Verseau/Sculpteur          | majeur SRSS1-3 (vide du Sculpteur (en)) |
| 6  | 3h 56m -20° 11′         | 56,5                     | 32,0               | Eridanus                   | majeur                                  |
| 7  | 3h 17m -11° 40′         | 77,2                     | 25,5               | Eridanus                   | majeur                                  |
| 8  | 23h 20m -12° 32′        | 83,9                     | 27,8               | Verseau                    | majeur                                  |
| 9  | 3h 06m -13° 47′         | 114,6                    | 39,0               | Éridan                     | majeur                                  |
| 10 | 0h 26m -9° 17′          | 104,7                    | 34,8               | Baleine                    | majeur                                  |
| 11 | 0h 21m -29° 43′         | 112,8                    | 42,9               | Sculpteur                  | majeur                                  |
| 12 | 23h 03m -32° 35′        | 74,8                     | 25,0               | Poisson austral/Sculpteur  |                                         |
| 13 | 1h 23m -19° 36′         | 31,0                     | 22,1               | Baleine                    | SRSS1-1                                 |
| 14 | 21h 28m -29° 28′        | 87,2                     | 21,3               | Poisson austral/Microscope |                                         |
| 15 | 21h 24m -33° 17′        | 116,1                    | 27,3               | Microscope                 |                                         |
| 16 | 21h 43m -18° 41′        | 36,5                     | 20,3               | Capricorne                 |                                         |
| 17 | 3h 42m -21° 21′         | 32,1                     | 19,0               | Éridan                     |                                         |
| 18 | 4h 18m -8° 42′          | 85,9                     | 21,1               | Eridanus                   |                                         |

### Relevé du ciel entier EEDTA de 1994
Un relevé de 1994 liste un total de 27 supervides dans un cube de 740 Mpc de côté centré sur la Terre (délimité par une sphère de z=0,1 de rayon).
| #  | coordonnées B1950.0 (du centre) | distance (Mpc/h) (du centre) | diamètre (Mpc/h) | notes                        |
| -- | ------------------------------- | ---------------------------- | ---------------- | ---------------------------- |
| 1  | 19,0° -57.1°                    | 134                          | 88               |                              |
| 2  | 28,2° -12.3°                    | 207                          | 96               |                              |
| 3  | 34,8° -61.9°                    | 216                          | 72               |                              |
| 4  | 36,6° -33.5°                    | 241                          | 86               |                              |
| 5  | 37,8° -36.1°                    | 129                          | 92               |                              |
| 6  | 46,0° -21.4°                    | 236                          | 72               |                              |
| 7  | 62,0° -8.0°                     | 248                          | 100              |                              |
| 8  | 71,2° -38.3°                    | 201                          | 76               |                              |
| 9  | 121,7° -1.5°                    | 96                           | 112              | supervide local du sud (en)  |
| 10 | 130,0° +49.3°                   | 246                          | 144              |                              |
| 11 | 140,4° +10.5°                   | 160                          | 92               |                              |
| 12 | 146,9° +27.4°                   | 227                          | 106              |                              |
| 13 | 153,1° -11.4°                   | 246                          | 94               |                              |
| 14 | 159,9° +1.2°                    | 167                          | 68               |                              |
| 15 | 161,6° -32.2°                   | 241                          | 98               |                              |
| 16 | 167,4° +22.8°                   | 222                          | 74               |                              |
| 17 | 186,9° -15.6°                   | 216                          | 94               |                              |
| 18 | 196,8° +9.5°                    | 119                          | 102              |                              |
| 19 | 204,8° +35.7°                   | 119                          | 108              |                              |
| 20 | 214,6° +13.6°                   | 216                          | 78               | Vide du Bouvier              |
| 21 | 216,7° +56.5°                   | 143                          | 116              |                              |
| 22 | 219,8° +57.9°                   | 246                          | 96               |                              |
| 23 | 220,2° +33.9°                   | 219                          | 72               |                              |
| 24 | 256,1° -4.8°                    | 61                           | 104              | supervide local du nord (en) |
| 25 | 353,0° -59.4°                   | 198                          | 74               |                              |
| 26 | 356,6° +22.2°                   | 246                          | 80               |                              |
| 27 | 358,9° -33.1°                   | 241                          | 70               |                              |

### Recherche galactique IRAS
En 1995, lors d'une étude de données d'IRAS visant à trouver de grandes structures au-delà de la zone d'évitement, quatre vides ont été découverts.
| #  | coordonnées B1950.0 (du centre) | distance (du centre) (km/s) | dimensions (degrés × degrés × km/s) | notes |
| -- | ------------------------------- | --------------------------- | ----------------------------------- | --- |
| V0 | 5.2h +18°                       | 1 000                       | 96x36x2000                          | |
| V1 | 3.5h +18°                       | 3 750                       | 15×36×3500                          | V1 and V2 are connected, and block the Superamas de Persée-Poissons from traversing the Zone d'évitement |
| V2 | 3.5h +29°                       | 8 000                       | 25×14×2000                          | V1 et V2 sont liés.                                                                                      |
| V3 | 8.0h +10°                       | 7 000                       | 30×20×2 000                         | This void lies in front of the Grand Mur                                                                 |

### Liste IRAS
En 1997, l'analyse d'un relevé d'IRAS a dévoilé 24 vides dont 12 qui ont été qualifiés de « significatifs ».
| #  | coordonnées extra-galactiques (du centre) (r,X,Y,Z) | diamètre (h−1 Mpc) | données | notes                                 |
| -- | --------------------------------------------------- | ------------------ | ------- | ------------------------------------- |
| 1  | (55.2,-10.4,-53.8,6.1)                              | 51,0               |         | significatif                          |
| 2  | (49.6,-25.3,31.4,-28.9)                             | 43,8               |         | significatif                          |
| 3  | (46.0,-24.8,26.7,28.1)                              | 44,5               |         | significatif                          |
| 4  | (46.5,8.7,24.7,38.4)                                | 45,0               |         | significatif (vide local)             |
| 5  | (32.0,-13.0,-23.9,-16.9)                            | 36,0               |         | significatif                          |
| 6  | (51.5,17.0,-32.2,36.4)                              | 41,4               |         | significatif                          |
| 7  | (57.1,31.2,44.9,16.5)                               | 43,5               |         | significatif                          |
| 8  | (60.4,-25.8,-22.7,-49.7)                            | 39,5               |         | significatif                          |
| 9  | (49.8,35.9,-25.6,-23.0)                             | 36,0               |         | significatif                          |
| 10 | (63.3,-48.0,-40.9,6.0)                              | 33,6               |         | significatif (vide du Sculpteur (en)) |
| 11 | (48.6,11.8,46.6,-6.9)                               | 32,0               |         | significatif                          |
| 12 | (49.9,-15.6,-35.7,31.3)                             | 31,5               |         | significatif                          |
| 13 | (62.8,14.2,29.3,-53.7)                              | 40,3               |         |                                       |
| 14 | (19.0,0.7,-16.4,9.6)                                | 28,8               |         |                                       |
| 15 | (37.6,32.4,-17.0,8.6)                               | 30,4               |         | vide de Percée-Poissons (en)          |